# Крачевиці-Жондові
Крачевиці-Жондові (пол. Kraczewice Rządowe) — село в Польщі, у гміні Понятова Опольського повіту Люблінського воєводства.
Населення — 348 осіб (2011).

## Демографія
Демографічна структура станом на 31 березня 2011 року:
|          | Загалом | Допрацездатний вік | Працездатний вік | Постпрацездатний вік |
| -------- | ------- | ------------------ | ---------------- | -------------------- |
| Чоловіки | 169     | 23                 | 125              | 21                   |
| Жінки    | 179     | 32                 | 108              | 39                   |
| Разом    | 348     | 55                 | 233              | 60                   |